# Заройская волость
Заройская волость — административно-территориальная единица в составе Псковского уезда Псковской губернии РСФСР в 1924 — 1927 годах. Центром была станция Карамышево.
Образована в соответствии с декретом ВЦИК от 10 апреля 1924 года из Виделибской, Пикалихинской волостей Псковского уезда и Ручьевской волости  Порховского уезда и разделена на сельсоветы: Больше-Загорский, Виделибский, Воробьёвский, Заройский, Красногорский, Мелётовский, Ручьевский. В октябре 1925 года образован Старонейский сельсовет. Декретом Президиума ВЦИК от 15 февраля 1926 года в состав волости перечислена часть селений Псковской волости. Нв заседании Псковского уисполкома 7 октября 1926 года были образованы Горский и Задорожский сельсоветы.
В рамках ликвидации прежней системы административно-территориального деления РСФСР (волостей, уездов и губерний), Заройская волость была упразднена в соответствии с Постановлением Президиума ВЦИК от 1 августа 1927 года, а её территория включена в состав новообразованного Карамышевского района Псковского округа Ленинградской области.